# HD 214983
HD 214983, nota anche come LP Aquarii, è una stella di colore rosso e di magnitudine 6,5 situata nella costellazione dell'Aquario. Dista 1337 anni luce dal sistema solare.

## Osservazione
Si tratta di una stella situata nell'emisfero celeste australe, ma molto in prossimità dell'equatore celeste; ciò comporta che possa essere osservata da tutte le regioni abitate della Terra senza alcuna difficoltà e che sia invisibile soltanto molto oltre il circolo polare artico. Nell'emisfero sud invece appare circumpolare solo nelle aree più interne del continente antartico. Essendo di magnitudine pari a 6,5, non è osservabile ad occhio nudo; per poterla scorgere è sufficiente comunque anche un binocolo di piccole dimensioni, a patto di avere a disposizione un cielo buio.
Il periodo migliore per la sua osservazione nel cielo serale ricade nei mesi compresi fra fine agosto e dicembre; da entrambi gli emisferi il periodo di visibilità rimane indicativamente lo stesso, grazie alla posizione della stella non lontana dall'equatore celeste.

## Sistema stellare
HD 214983 ha diverse stelle visualmente nei suoi pressi: una stella di magnitudine di magnitudine 9,7, separata da 75,1 secondi d'arco, un'altra di magnitudine 10,3, denominata D o Ab, separata da 162,4 secondi d'arco da A e una di magnitudine 7,3, separata da 0,1 secondi d'arco con angolo di posizione di 354 gradi, la quale, data la vicinanza, potrebbe essere gravitazionalmente legata alla principale, anche se tramite interferometria speckle ciò on è mai stato confermato. Le altre stelle visualmente più distanti invece sono solo situate sulla linea di vista con la Terra.